# Arnolt

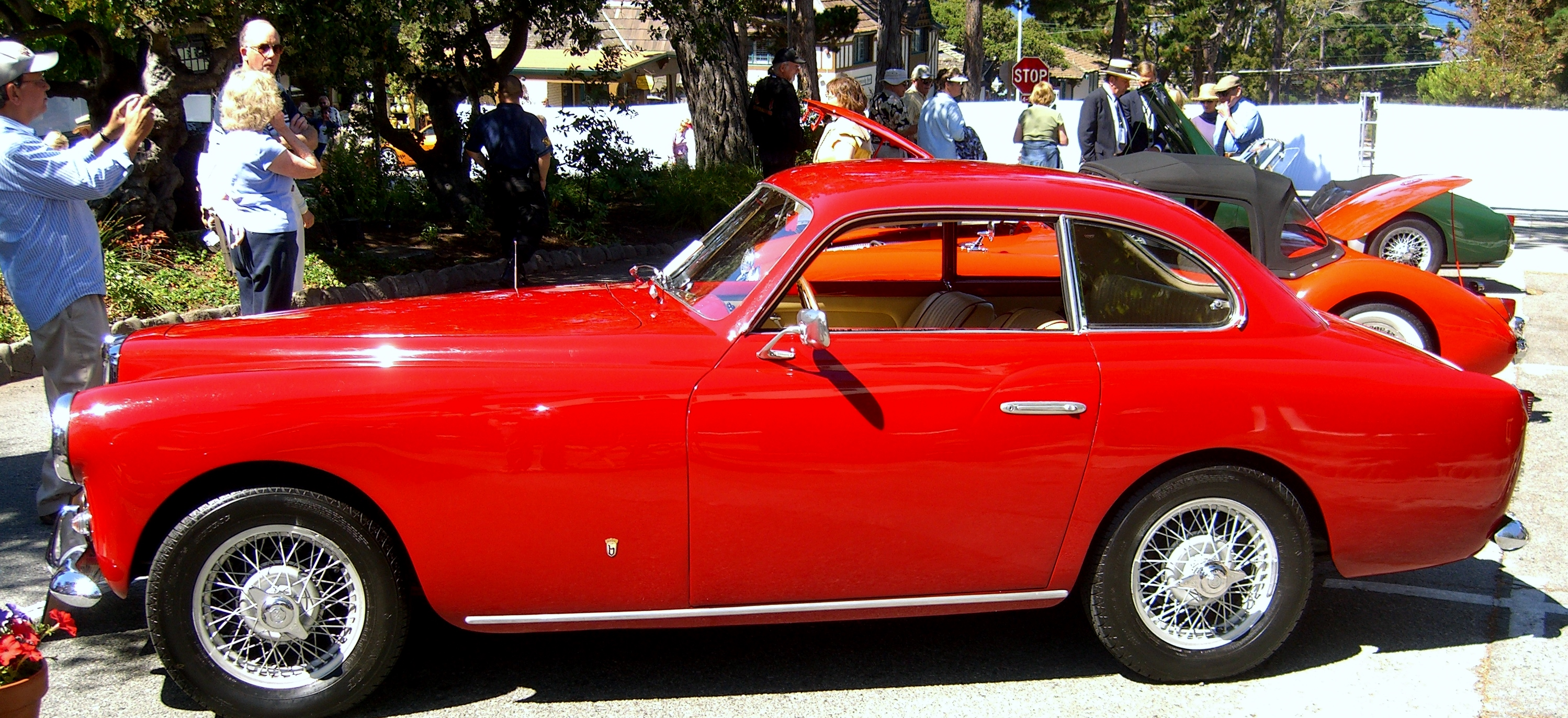
Arnolt-MG

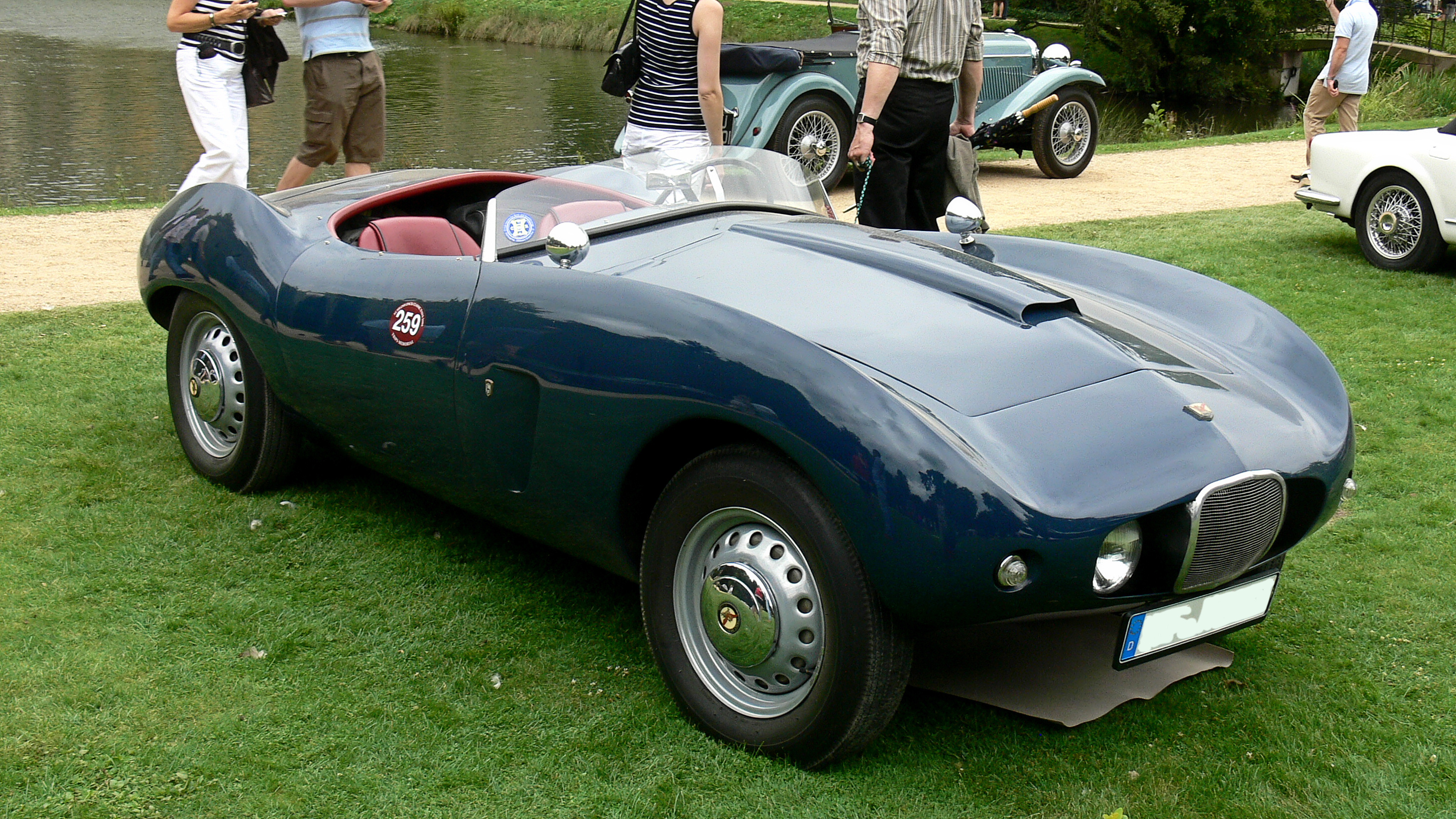
Arnolt-Bristol

S.H. Arnolt Inc var en amerikansk biltillverkare som verkade i Chicago, Illinois mellan 1953 och 1963.

## Historia
Stanley H. ”Wacky” Arnolt hade gjort sig en förmögenhet på att bygga båtmotorer åt amerikanska flottan under andra världskriget. Efter kriget startade han återförsäljning av British Motor Corporations bilar i mellanvästern. Utbudet utökades senare med flera brittiska märken.
I början av 1950-talet började Arnolt sälja en egen bil. Brittiska MG levererade chassi med drivlina från TD-modellen till Bertone i Turin. Där försågs de med en fyrsitsig coupékaross innan de skickades till USA för försäljning under namnet Arnolt-MG.
Efter drygt etthundra tillverkade bilar meddelade MG att de inte längre kunde leverera fler chassin. Arnolt vände sig då till Bristol Cars för leveranser av chassin från 404-modellen. Bertone byggde en liten tvåsitsig roadsterkaross till den nya modellen som kallades Arnolt-Bristol. Bilen blev framgångsrik i amerikansk motorsports tvålitersklass.
Utöver dessa byggdes ett litet antal bilar med mekanik från Aston Martin och Bentley.